# Henning Enoksen
Henning Enoksen (Nykøbing Mors, 1935. szeptember 26. – 2016. szeptember 25.) olimpiai ezüstérmes dán labdarúgó, csatár, edző.

## Pályafutása

### Klubcsapatban
1954 és 1956 között a Silkeborg IF labdarúgója volt. 1957 és 1961 között a Vejle BK csapatában szerepelt, ahol egy bajnoki címet és két dán kupagyőzelmet ért el az együttessel. 1962 és 1967 között az Aarhus GF játékosa volt és egy újabb dán kupa győzelmet szerzett a csapattal.

### A válogatottban
1958 és 1966 között 54 alkalommal szerepelt a dán válogatottban és 29 gólt szerzett. Tagja volt az 1960-as római olimpián részt vevő válogatottnak, amely ezüstérmet szerzett.

### Edzőként
1967 és 1973 között a Tønder SF vezetőedzője volt. 1973-ban az izlandi válogatott szövetségi kapitányaként tevékenykedett.

## Sikerei, díjai
Dánia
- Olimpiai játékok
  - ezüstérmes: 1960, Róma

 Vejle BK
- Dán bajnokság
  - bajnok: 1958
- Dán kupa
  - győztes: 1958, 1959

 Aarhus GF
- Dán kupa
  - győztes: 1965